# Olympische Jugend-Sommerspiele 2018/Teilnehmer (Laos)
| Gelbes Symbol für Goldmedaillen mit stilisierten Olympischen Ringen | Graues Symbol für Silbermedaillen mit stilisierten Olympischen Ringen | Braundes Symbol für Bronzemedaillen mit stilisierten Olympischen Ringen |
| ------------------------------------------------------------------- | --------------------------------------------------------------------- | ----------------------------------------------------------------------- |
| —                                                                   | —                                                                     | —                                                                       |

Die Jugend-Olympiamannschaft aus Laos für die III. Olympischen Jugend-Sommerspiele vom 6. bis 18. Oktober 2018 in Buenos Aires (Argentinien) bestand aus vier Athleten.

## Athleten nach Sportarten

### Badminton
Jungen
- Kettiya Keoxay
Einzel: 17. Platz
Mixed: 4. Platz (im Team Zeta)

### Leichtathletik
| Mädchen - Phailin Khonepaseuth 400 m Hürden: 17. Platz | Jungen - Vat Saisouly 100 m: 33. Platz |

### Schwimmen
Mädchen
- Sompathana Chamberlain
50 m Freistil: 48. Platz